# 459 Signe

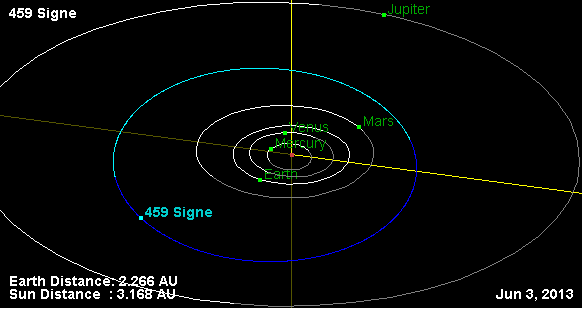
O imagine radar cu asteroidul 459.

459 Signe este un asteroid din centura principală, descoperit pe 22 octombrie 1900, de Max Wolf.